# 東条川
東条川（とうじょうがわ）は、兵庫県丹波篠山市から小野市に至る全長39.918km・流域面積124.4km2の加古川水系の支流である。

## 流域の概要
加東市東条地域にとっては「母なる川」と書かれるくらい重要な川であると言われている。上流は丹波篠山市今田町黒石の中口山から流れる黒石川・白髭川から流れ出す四斗谷川の合流地点であり、三田市大川瀬付近で南西に流路を変更し、流紋岩山地を蛇行しながら険しい大川瀬渓谷を通る。そして、途中の秋津地区の西戸付近は狭いが、西へ行くほど緩やかになり、下流の小野市で加古川の中流部に合流する。沿岸には孟宗竹・淡竹・真竹を産し、麦藁屋根・竹細工・壁材に利用し、山田錦の栽培にも使っている。

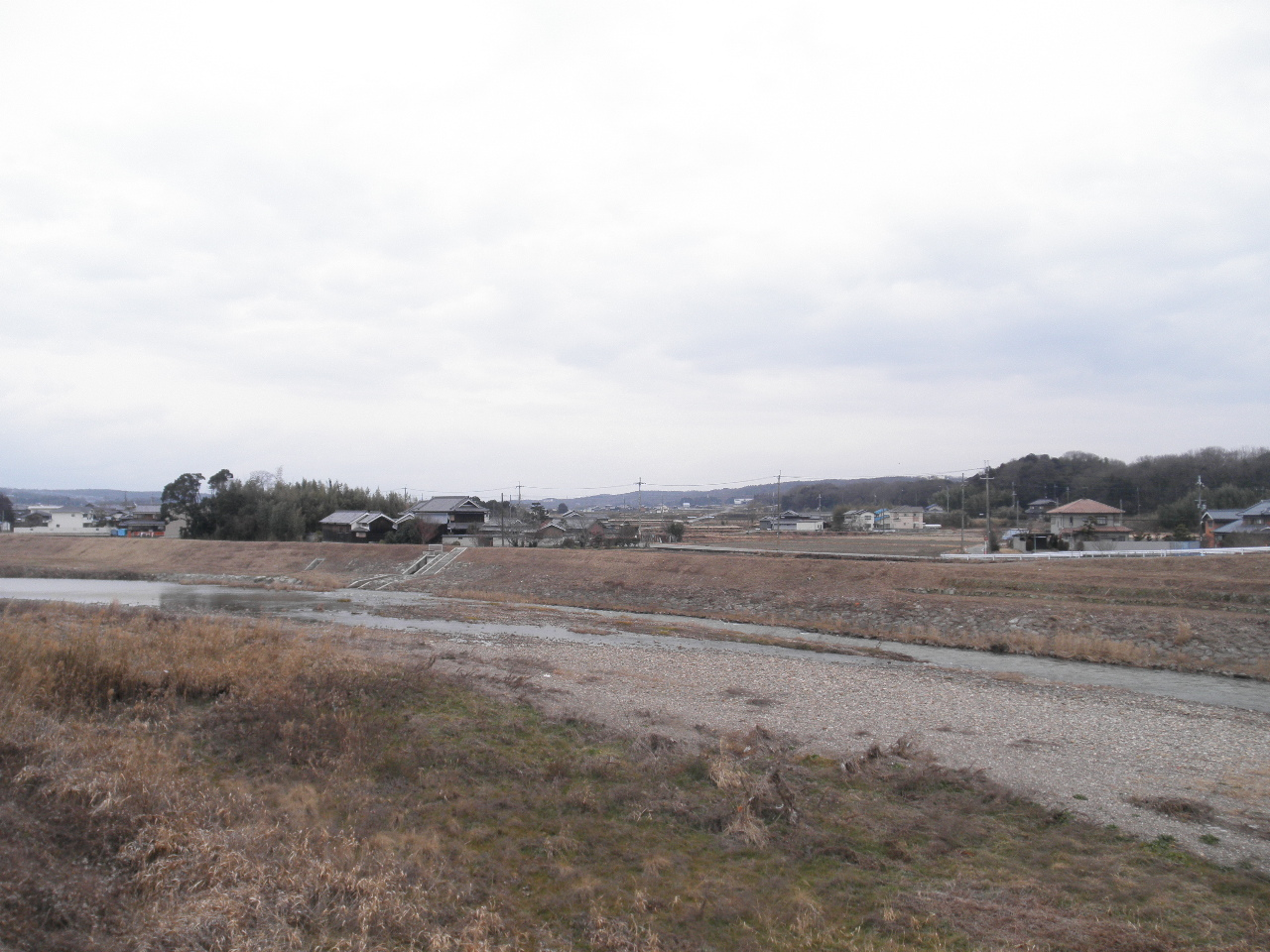
国道175号小野バイパス付近 小野市古川町で撮影
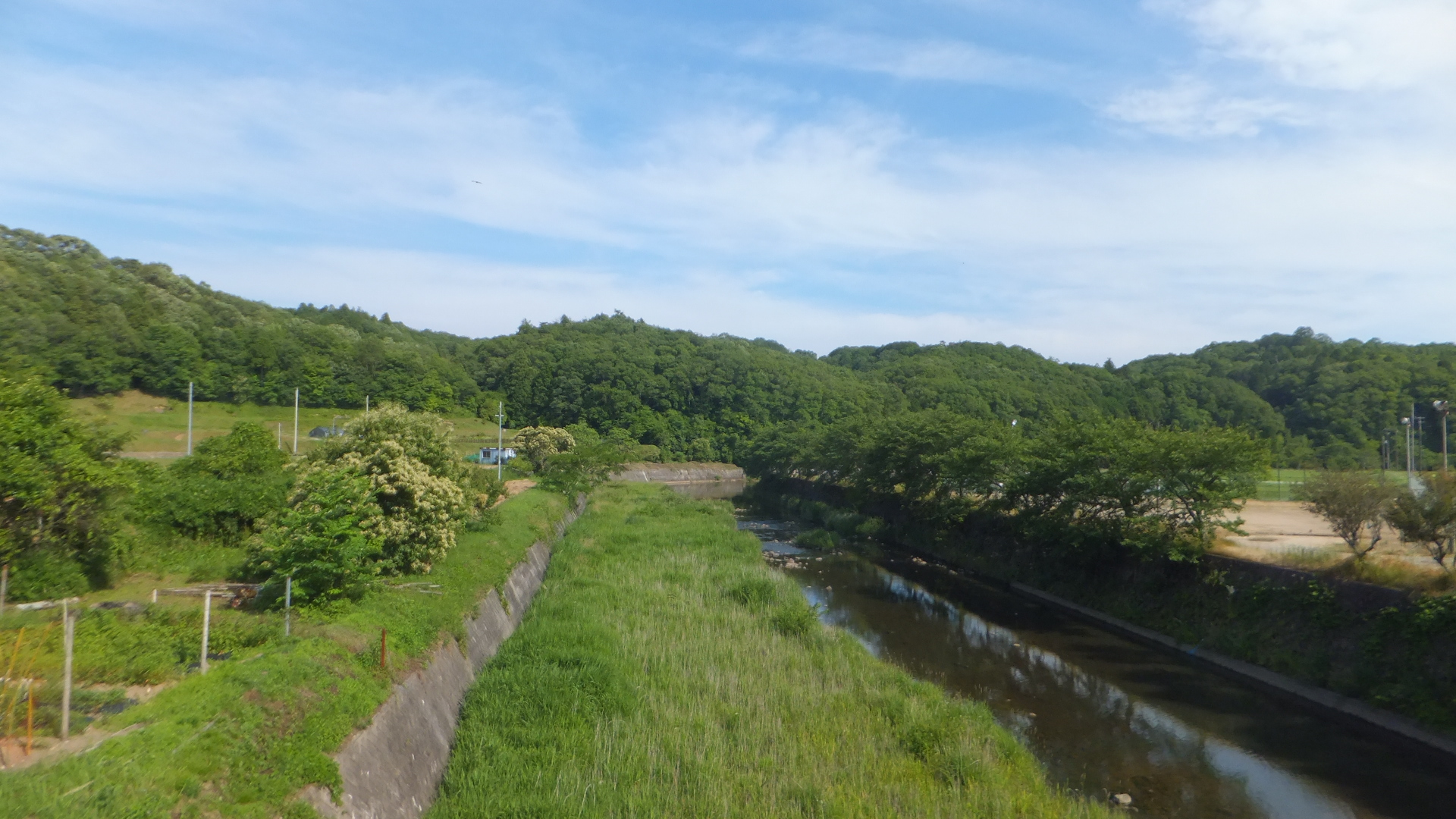
上流部付近 三田市大川瀬で撮影

### 流域の地質
川床は神戸層群の凝化岩系統の砂岩・礫岩・泥岩が浸食に露出している箇所が多く、岩礁や淵が多い。

## その他
1986年7月に梅雨末期の集中豪雨で氾濫を起こし、1988年に災害復旧河川改修事業が行われた。

## 東条川の支流
- 大畑川
- 大谷川
- 川谷川
- 木谷川
- 永福川
- 森谷川
- 鴨川

## 東条川に架かる橋
下流から順に記載する
- 古川橋 - 県道18号線
- 小野大橋 - 小野バイパス・国道175号線
- 久保木橋
- 誉田橋 - 県道75号線
- 菅田橋
- 船木橋
- 船名橋 - 県道75号線
- 千歳橋
- 小田橋
- 小田上橋 - 県道85号線
- 新橋
- 大石橋
- 永続橋
- 旭橋
- 高橋 - 県道144号線
- 福原橋
- 東条川橋 - 中国自動車道
- 東条橋 - 県道17号線
- 臨幸橋
- 暁雲橋
- 雲竜橋 - 県道313号線
- 砂子橋
- 昭和橋 - 県道314号線
- 住吉橋 - 県道75号線
- （大川瀬ダム）